# Lithocarpus elephantum
Lithocarpus elephantum là một loài thực vật có hoa trong họ Cử. Loài này được (Hance) A.Camus mô tả khoa học đầu tiên năm 1931.